# 梅萊茨縣

50°17′N 21°26′E / 50.283°N 21.433°E
梅萊茨縣（波蘭語：Powiat mielecki），是波蘭的縣份，位於該國南部，由喀爾巴阡山省負責管轄，首府設於梅萊茨，面積880平方公里，2006年人口133,148，人口密度每平方公里150人。